# ۶۸۰ (قمری)
۶۸۰ (قمری)، ششصد و هشتادمین سال در گاهشماری هجری قمری است. اول محرم این سال برابر با بیست و یکم آوریل سال ۱۲۸۱ میلادی است.